# Blakea punctulata
Blakea punctulata là một loài thực vật có hoa trong họ Mua. Loài này được (Triana) Wurdack mô tả khoa học đầu tiên năm 1979.